# トマーシュ・シヴォク
トマーシュ・シヴォク（Tomáš Sivok、1983年9月15日 - ）は、チェコ・ペルフジモフ出身の元サッカー選手。現役時代のポジションはDF、MF。

## 経歴

### クラブ
2000年にSKディナモ・チェスケー・ブジェヨヴィツェでプロのキャリアを始めた。 2年後、チェコを代表するクラブの1つであるACスパルタ・プラハに移籍。 加入当初はポジション確保に苦戦し、2003年に古巣に戻った。その後再びスパルタ・プラハに移籍し、2005年9月にはチームキャプテンに任命された。
2007年1月、イタリアのウディネーゼ・カルチョに移籍。しかしポジション確保に苦戦したため、2008年にスパルタ・プラハにレンタルで戻った。 
2008年5月、ベシクタシュJKに470万ユーロで移籍。
2019年9月2日、キャリアをスタートさせた古巣SKディナモ・チェスケー・ブジェヨヴィツェにフリーで加入し、2019-20シーズン終了までの1年契約を結んだ。契約満了後は同クラブにて指導者の道に進むことも合わせて発表されている。

### 代表
チェコ代表として世代別代表のU-15からU-23をのぞく全てのカテゴリーで試合に出場し、2005年からA代表でプレーし始めた。
A代表では、UEFA EURO 2008から3大会連続でUEFA EUROに出場しており、いずれの大会でもCBとしてチームに貢献した。